# Wall (Einheit)
Wall, Voll, auch Waal oder Vall, war ein Gewichtsmaß für Gold und Silber in  Ostindien, besonders in der Präsidentschaft Bombay.
- Bombay
  - 40 Wall = 1 Tola
  - 960 Wall = 1 Seyra = 6 holländische As
- Bharuch
  - 22 Walls = 1 Tola
  - 1 Wall = 8 4/5 holländische As
- Neu-Delhi
  - 1 Wall =32 Tolas = 7 4/7 holländische As
- Surat
  - 32 Walls = 1 Tola
  - 1 Wall = 3 Ruttees = 7 4/5 holländische As

Die holländische As kann mit 0,048 Gramm gerechnet werden.